# Europees kampioenschap voetbal 2012 (Groep C) Spanje - Italië
Dit artikel gaat over de wedstrijd in de groepsfase in groep C tussen Spanje en Italië die gespeeld zal worden op 10 juni 2012 tijdens het Europees kampioenschap voetbal 2012.
Het is de vijfde wedstrijd van het toernooi en wordt gespeeld in de PGE Arena Gdańsk in Gdańsk. Het is de derde wedstrijd in Polen.

## Voorafgaand aan de wedstrijd
- Op de FIFA-wereldranglijst van mei 2012 stond Spanje op de eerste plaats, Italië op de twaalfde.[1]
- Spanje kwalificeerde zich als groepswinnaar tijdens de kwalificatiewedstrijden. Het werd eerste in een poule waar Tsjechië tweede werd voor Schotland.
- Italië kwalificeerde zich als groepswinnaar, waar Estland voor Servië en Slovenië tweede werd.
- Voor Spanje is het de negende deelname aan het Europees kampioenschap. De eerste keer was in 1964 in eigen land, waar het de eerste van twee titels wist te bemachtigen. In de finale werd de Sovjet-Unie verslagen met 2 - 1. Voor Spanje scoorden Pereda en Martínez Cao. De tweede titel werd behaald in 2008 in Oostenrijk en Zwitserland. In de finale werd Duitsland met 1 - 0 verslagen door een doelpunt van Torres.
- Italië is voor de achtste keer present op het Europees kampioenschap. De eerste keer was in 1968 in eigen land, waar het de tot nog toe enige titel wist te winnen. Het won in de finale van Joegoslavië met 2 - 0, door doelpunten van Riva en Anastasi.
- Italië behaalde in 2008 bij het Europees kampioenschap in Oostenrijk en Zwitserland de kwartfinale. Dit duel werd na de strafschoppenserie beslist, nadat na 120 minuten nog geen enkel doelpunt stond genoteerd. Voor Italië misten De Rossi en Di Natale. Voor Spanje miste González Güiza.
- Spanje en Italië hebben vijfentwintig keer eerder tegenover elkaar gestaan. Van deze duels wist Italië er acht te winnen, Spanje zeven keer. Tien duels eindigden in een gelijk spel. In totaal wist Italië negenentwintig keer te scoren, Spanje vijfentwintig.
- De laatste keer dat de ploegen elkaar ontmoetten was, tijdens de door Spanje gewonnen kwartfinalewedstrijd in Wenen in 2008.
- Het is de vierde ontmoeting tussen beide landen tijdens een Europees kampioenschap. Zowel in 1980 en 1988 speelden ze in de groepsfase tegenover elkaar. In 1980 in het Italiaanse Milaan werd het een doelpuntloos gelijk spel. Acht jaar later, tijdens het door Nederland gewonnen toernooi in West-Duitsland, werd het 1 - 0 voor Italië door een doelpunt van Vialli. In 2008 speelden ze dus de kwartfinale tegen elkaar.

## Wedstrijdgegevens

De basisopstellingen van beide landen

| Datum                | 10 juni 2012                    | 10 juni 2012                    |
| Wedstrijdnummer      | 5                               | 5                               |
| Stadion              | PGE Arena Gdańsk, Gdańsk        | PGE Arena Gdańsk, Gdańsk        |
| Toeschouwers         | 38.869                          | 38.869                          |
| Scheidsrechter       | Viktor Kassai                   | Viktor Kassai                   |
| Assistenten          | Gábor Erős György Ring          | Gábor Erős György Ring          |
| Vierde man           | William Collum                  | William Collum                  |
| Man van de wedstrijd | Cesc Fàbregas Antonio Di Natale | Cesc Fàbregas Antonio Di Natale |
|                      | Spanje                          | Italië                          |
| Doelpunten           | 1                               | 1                               |
| Gele kaarten         | 3                               | 4                               |
| Rode kaarten         | 0                               | 0                               |
| Wissels              | 2                               | 3                               |
| Schoten op doel      | 8                               | 8                               |
| Schoten naast doel   | 8                               | 3                               |
| Overtredingen        | 12                              | 19                              |
| Hoekschoppen         | 7                               | 2                               |
| Buitenspel           | 2                               | 3                               |
| Vrije trappen        | 22                              | 14                              |
| Balbezit (tijd)      | 0                               | 0                               |
| Balbezit (%)         | 62                              | 38                              |

| Spanje | 1 – 1           | Italië |
| Cesc Fàbregas (David Silva) 64' | goals (assists) | 60' Antonio Di Natale (Andrea Pirlo) |
| Vicente del Bosque | bondscoach      | Cesare Prandelli |
| Iker Casillas Jordi Alba Sergio Ramos Gerard Piqué Álvaro Arbeloa Xabi Alonso Sergio Busquets Andrés Iniesta Xavi David Silva 65' Cesc Fàbregas 74' | opstellingen    | Gianluigi Buffon Giorgio Chiellini Daniele De Rossi Leonardo Bonucci 90' Thiago Motta Claudio Marchisio Emanuele Giaccherini Andrea Pirlo Christian Maggio 65' Antonio Cassano 56' Mario Balotelli |
| Jesus Navas 65' Fernando Torres 74' | wissels         | 56' Antonio Di Natale 65' Sebastian Giovinco 90' Antonio Nocerino |
| Jordi Alba 67' Álvaro Arbeloa 84' Fernando Torres 84'                                                                                               | gele kaarten    | 37' Mario Balotelli 66' Leonardo Bonucci 79' Giorgio Chiellini 89' Christian Maggio |
| | rode kaarten    | |

## Wedstrijden
| Groepswedstrijden | | | |
| Groep A | Groep B | Groep C                                                                                               | Groep D |
| Polen - Griekenland Rusland - Tsjechië Griekenland - Tsjechië Polen - Rusland Tsjechië - Polen Griekenland - Rusland | Nederland - Denemarken Duitsland - Portugal Denemarken - Portugal Nederland - Duitsland Portugal - Nederland Denemarken - Duitsland | Spanje - Italië Ierland - Kroatië Italië - Kroatië Spanje - Ierland Kroatië - Spanje Italië - Ierland | Frankrijk - Engeland Oekraïne - Zweden Oekraïne - Frankrijk Zweden - Engeland Engeland - Oekraïne Zweden - Frankrijk |
| Kwartfinales | | | |
| Tsjechië - Portugal                                                                                                  | Duitsland - Griekenland | Spanje - Frankrijk                                                                                    | Engeland - Italië |
| Halve finales | | | |
| ‎Portugal - Spanje | ‎Portugal - Spanje | Duitsland - Italië                                                                                    | Duitsland - Italië                                                                                                   |
| Finale | | | |
| Spanje - Italië | | | |